# Dasypus kappleri
Dasypus kappleri là một loài động vật có vú trong họ Dasypodidae, bộ Cingulata. Loài này được Krauss mô tả năm 1862.
Loài này được tìm thấy ở Colombia, Venezuela, Ecuador, Guyana, Suriname, Guiana thuộc Pháp, Peru, Bolivia và Brazil. Loài này là loài đơn độc, sống về đêm, động vật trên cạn, thường sống ở các vùng lân cận của suối và đầm lầy. Chúng ăn động vật chân đốt và vật không xương sống khác.
Chúng có thân dài 83–106 cm và thường cân nặng 8,5-10,5 kg, mặc dù nó có thể đạt cân nặng đến 15 kg.